# Schaproder Bodden

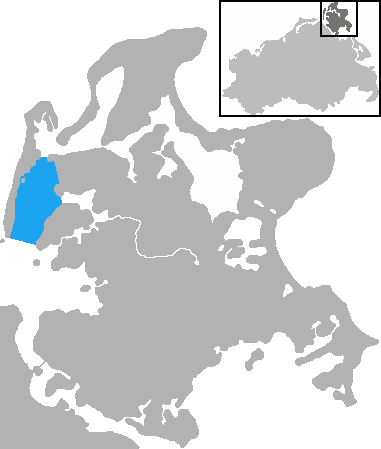
Ligging van de Schaproder Bodden

De Schaproder Bodden is een kustwater van de Oostzee, gelegen tussen het Noord-Duitse eiland Hiddensee in het westen en de eilanden Rügen en Ummanz in het oosten. Het water is een onderdeel van de Westrügener Boddenkette en vormt daarin de schakel tussen de Vitter Bodden in het noorden en de Kübitzer Bodden in het zuiden. De Udarser Wiek, die Rügen van Ummanz scheidt, vormt een oostelijke aftakking.
In het zeer ondiepe water liggen drie kleine eilanden: voor de doorgang naar de Vitter Bodden ligt het Fährinsel (37 hectare), voor die naar de Udarser Wiek ligt Öhe (72 hectare) en voor de kust van het schiereiland Gellen, dat tot Hiddensee behoort, ligt Gänsewerder (4 hectare). De gehele Schaproder Bodden, inclusief deze eilandjes, maakt deel uit van het nationale park Vorpommersche Boddenlandschaft. Aan de zuidwestkant van de Schaproder Bodden ligt een uitgestrekt windwad.
Naamgever van de Schaproder Bodden is het Rügische plaatsje Schaprode, tegenover het eiland Öhe, waarvandaan de veerboten naar Hiddensee het water oversteken.